# Il mio popolo si fa
Il mio popolo si fa è un singolo del gruppo rock italiano Afterhours, pubblicato nel 2016 ed estratto dall'album Folfiri o Folfox.

## Tracce
- Download digitale

1. Il mio popolo si fa – 3:49

## Formazione
- Manuel Agnelli - voce, chitarra
- Xabier Iriondo - chitarra
- Roberto Dell'Era - basso
- Rodrigo D'Erasmo - violino
- Fabio Rondanini - batteria
- Stefano Pilia - chitarra